# Polypedilum volselligum
Polypedilum volselligum är en tvåvingeart som beskrevs av Ole Anton Saether och Sundal 1999. Polypedilum volselligum ingår i släktet Polypedilum och familjen fjädermyggor.
Artens utbredningsområde är Tanzania. Inga underarter finns listade i Catalogue of Life.